# Lisboa Antiga
Lisboa Antiga (Portugiesisch für: Altes Lissabon), auch als Lisbon Antigua bekannt, ist ein portugiesisches Lied.
Es zählt zu den bekanntesten Liedern, die der portugiesischen Hauptstadt Lissabon gewidmet sind, neben Titeln wie u. a. Cheira a Lisboa oder Lisboa, Menina e Moça, die heute nahezu Volksliedcharakter in Lissabon und dem Rest des Landes haben. Das Lied ist in Portugal heute vor allem in Fado-Versionen und in Versionen für Kapellen der Marchas Populares bekannt.

## Geschichte
Das Lied wurde 1932 unter seinem ersten Titel O Passado de Lisboa (portugiesisch für: Die Vergangenheit von Lissabon) von Raúl Portela (Musik) und José Galhardo und Amadeu do Vale (Text) geschrieben, für das Lissaboner Revuestück O Pirilau. 1937 erschien die Partitur unter ihrem heutigen Namen. Im gleichen Jahr, nach anderen Angaben bereits im Vorjahr (1936), nahm Hermínia Silva, für die der Komponist das Lied im Auftrag Alfredo Marceneiros geschrieben hatte, das Lied als A-Seite einer Schellackplatte auf.
Das Stück war lange nur eines von vielen bekannten Musikstücken der populären Lissabonner Revuen, aus denen die späteren Comédias portuguesas hervorgingen. So erreichte das Lied erst lange nach dem Tod des Komponisten Portela (1942) seine heutige Bedeutung.
Der US-amerikanische Komponist Nelson Riddle arrangierte das Stück für den Film Geheimzentrale Lissabon (1956) unter dem Titel Lisbon Antigua neu, im Rahmen seiner Filmmusik für den Film. Noch vor dem Kinostart erschien das Album Lisbon Antigua und wurde ein Erfolg. Das Titelstück erreichte als Single sogar die Spitze der Billboard-Charts und blieb dort vier Wochen lang. Im Film tauchte das Stück mehrfach auf, darunter einmal von der Sängerin Roby Charmandy (auch als Robie Lester bekannt) mit englischer Textbearbeitung von Harry Dupree eingesungen, und einmal in einer Nachtlokal-Szene von der jungen Anita Guerreiro in einer traditionellen Fado-Version vorgetragen.
Die international bekannteste portugiesische Fado-Sängerin, Amália Rodrigues, sang das Lied besonders häufig. Ihre erste bekannte Aufnahme des Stücks stammt von ihrem Auftritt 1956 im Olympia in Paris (1957 als Album Amália no Olympia erschienen). Sie sang das Lied auf ihren zahllosen Auftritten in aller Welt und es erschien auf einigen ihrer Schallplatten, jedoch nur selten als Studioaufnahme, so auf ihrem Album Encontro (1972) mit dem US-amerikanischen Saxofonisten Don Byas, der das Stück lange vorher auch selbst schon aufgenommen hatte.
Seither wurde das Lied von einer Reihe Künstler in Portugal, aber auch international aufgenommen. Auch bei den Marchas Populares, bei Revuen, Fernsehgalas und vielen anderen Anlässen ist das Lied seither in Portugal im Zusammenhang mit Lissabon zu hören.
Heute ist das Lied dennoch meist als Fado-Stück im kollektiven Gedächtnis, nicht zuletzt durch die seit den 1950er Jahren zahlreichen Interpretationen durch Amália Rodrigues. Bei besonders temperamentvollen Interpretinnen des Lissaboner Fados wie Hermínia Silva, Anita Guerreiro oder Fernanda Maria ist das Lied besonders häufig im Repertoire. Gelegentlich wird es dabei auch ironisch gebrochen interpretiert, etwa als augenzwinkerndes Symbol für rückwärtsgewandte Gesellschaftsgruppen oder überkommene Einstellungen, etwa von Mísia oder Manuel João Vieira.

## Text
Der originale Text des Liedes ist eine nostalgische Erinnerung an ein vergangenes Lissabon, in dem die vielen Volksfeste in den Stadtvierteln, die sonntäglichen Stierkämpfe, die alljährlichen Marchas Populares und religiöse Prozessionen noch besonders lebendig waren. Auch augenzwinkernde Verklärungen klingen dabei an, etwa die der vergangenen, niedrigeren Preise oder früher höher vermutete moralische Normen. Die Stimmung bewegt sich dabei zwischen fröhlich und melancholisch-nostalgisch, erreicht dabei aber weder allzu ausgelassene Fröhlichkeit noch zu tiefe Saudade.
Refrain:
Olhai, senhores, esta Lisboa d'outras eras, („Sehet, meine Herren, dieses Lissabon vergangener Epochen“)

Dos cinco réis, das esperas e das toiradas reais! („der fünf Réis, dem Abpassen der Mädchen und der Stierkämpfe“)

Das festas, das seculares procissões, („der Feste, der sekulären Prozessionen“)

Dos populares pregões matinais que já não voltam mais! („der volkstümlichen Morgengebete, alles das wird nicht wiederkehren“)

## Interpreten
Unter den Interpreten des Liedes sind, gesungen oder instrumental (alphabetisch sortiert):

### Aus Portugal
- João Braga
- António Calvário
- Lucília do Carmo
- Anita Guerreiro
- Madalena Iglésias
- Fernanda Maria
- Mísia
- Amália Rodrigues
- Hermínia Silva
- Raquel Tavares

u. v. m.

### International
- Don Byas (USA)
- Frank Chacksfield (Vereinigtes Königreich)
- Los Churumbeles De España (Spanien)
- Gigliola Cinquetti (Italien)
- Richard Clayderman (Frankreich)
- Ray Conniff (USA)
- Don Costa (USA)
- Alan Dale (USA)
- Shegundo Galarza (Spanien)
- Carlos Galhardo (Brasilien)
- Los Indios Tabajaras (Brasilien/USA)
- Georges Jouvin (Frankreich)
- Eartha Kitt (USA)
- Gloria Lasso (Spanien/Frankreich)
- Roberto Leal (Brasilien)
- Paul Mauriat (Frankreich)
- Luís Carlos Miele (Brasilien)
- Mitch Miller (USA)
- Los Panchos (Mexiko)
- Franck Pourcel (Frankreich)
- Nelson Riddle (USA)
- La Internacional Sonora Maracaibo (Venezuela)
- Bill Stegmeyer (USA)
- Gert Wilden und sein Orchester (Deutschland)

u. v. m.